# Mal Dhëmbel
Mal Dhëmbel är ett berg i Albanien. Det ligger i den södra delen av landet, 130 km söder om huvudstaden Tirana. Toppen på Mal Dhëmbel är 1 298 meter över havet, eller 7 meter över den omgivande terrängen. Bredden vid basen är 0,28 km. Mal Dhëmbel ingår i Óros Nemértska.
Terrängen runt Mal Dhëmbel är bergig åt sydväst, men åt nordost är den kuperad.  
Trakten runt Mal Dhëmbel består till största delen av jordbruksmark.  Runt Mal Dhëmbel är det ganska glesbefolkat, med 47 invånare per kvadratkilometer.